# دانیلزویل (پنسیلوانیا)
دانیلزویل (به انگلیسی: Danielsville) یک منطقهٔ مسکونی در ایالات متحده آمریکا است که در Lehigh Township واقع شده‌است. دانیلزویل ۳٬۰۸۵ نفر جمعیت دارد.